# Zinnober Kunstvolkslauf

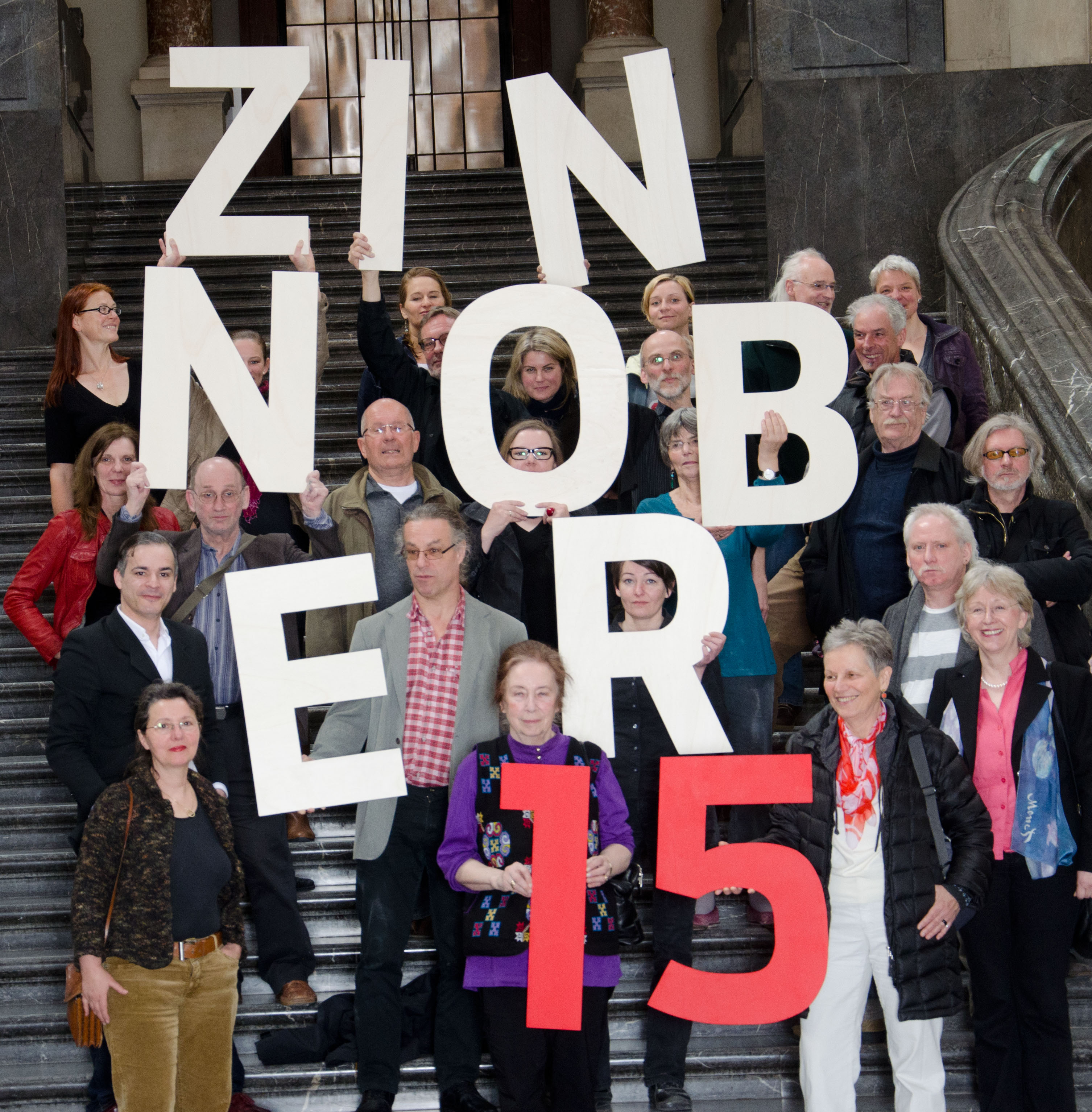
Zinnober Kunstvolkslauf

Zinnober ist eine jährlich über zwei Tage stattfindende Veranstaltung, die einen Gesamtüberblick über den Bereich Bildende Künste in Hannover gibt.
Beteiligt sind Ateliergemeinschaften, Projekträume, Galerien und Kunsthäuser (wie Kestnergesellschaft und Kunstverein Hannover), die sich mit ihren Kunstwerken und Arbeitsräumen sowie durch Führungen, Präsentation des Erstellungsprozesses von Kunst und weiteren begleitenden Veranstaltungen vorstellen.
Zinnober hat sich aus dem von Galerien begründeten Herbst-Saisonauftakt mit Galerien, Kunsthäusern und Künstlergruppen entwickelt. Ebenso wie die Zinnober-Feste der Hamburgischen Sezession angelehnt an das Künstlerfest um Kurt Schwitters in den 1920er Jahren feiert Zinnober die Kunst in Hannover.
Die Veranstaltungsreihe wird vom Kulturbüro der Stadt Hannover organisiert. Sie wurde bis zur 16. Veranstaltung im Jahr 2013 mit dem Namen „Zinnober Kunstvolkslauf“ bezeichnet, ab 2017 fiel bei der offiziellen Vermarktung der Zusatz „Kunstvolkslauf“ weg. Ein Arbeitskreis aus  Künstlern sowie  Galeristen steht dem Kulturbüro beratend zur Seite.
Bei der im Jahr 2019 stattfindenden 22. Auflage der Veranstaltung beteiligen sich mit 69 Ausstellern mehr als jemals zuvor.
Bereits die Vorjahresveranstaltung konnte eine Rekordbeteiligung verzeichnen, sowohl hinsichtlich der Anzahl der Aussteller (57) auch hinsichtlich der Zahl der Besuche (15.800).

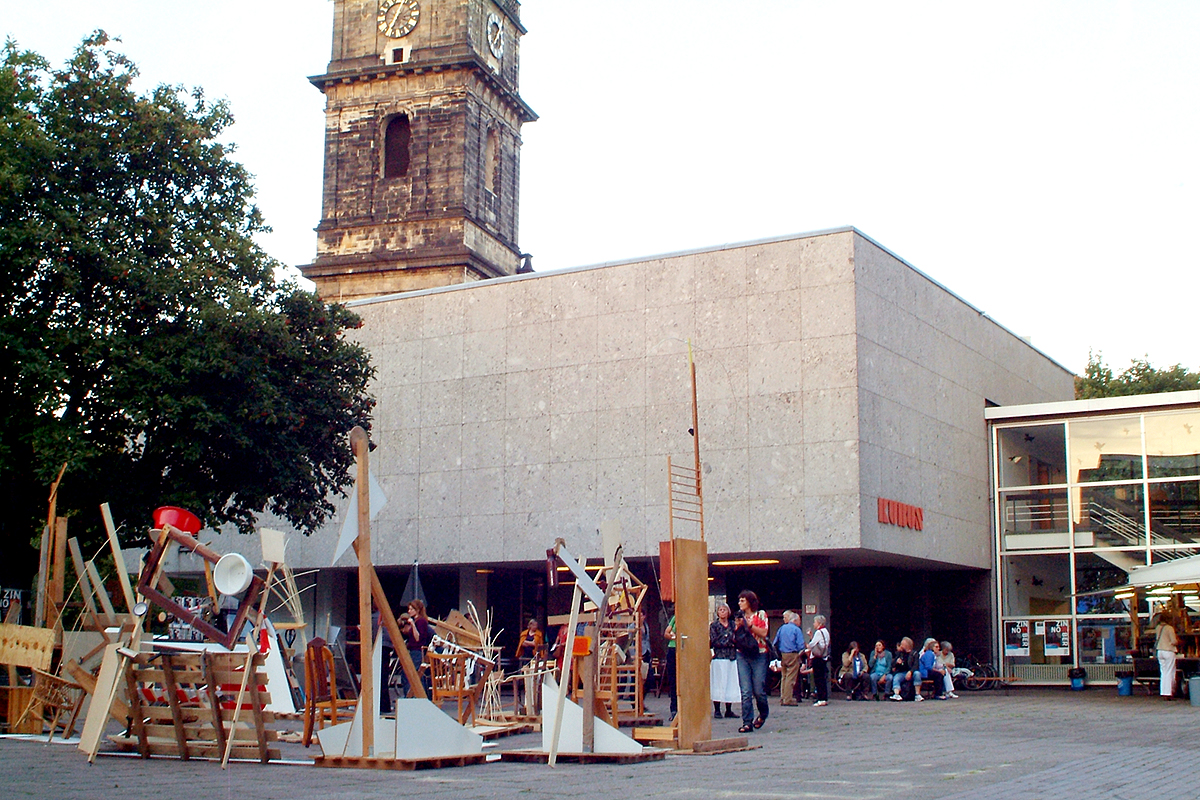
Zinnober Merzbau vom Merzfest auf dem Theodor-Lessing-Platz Hannover Mitte 2012 im Rahmen des 15. Zinnober-Kunstvolkslaufes Blick zum KUBUS